# Vitória das Missões
Vitória das Missões é um município brasileiro do estado do Rio Grande do Sul.

## História
A então Colônia Vitória, distrito de Santo Ângelo, obteve sua emancipação pela lei nº 9.569 de 1992, recebendo seu nome atual de Vitória das Missões.

## Geografia
Pertence à Mesorregião do Noroeste Rio-Grandense e à Microrregião de Santo Ângelo. É dividido em dois distritos: 
- Vitória das Missões (sede)[5]
- São João Batista[5]